# Plakoto

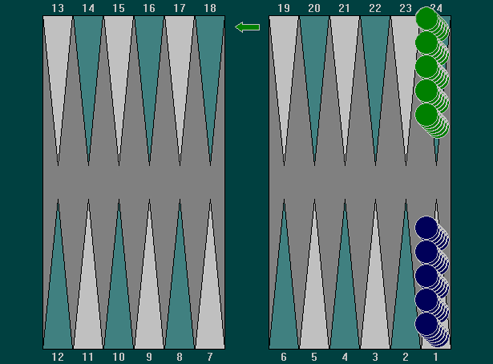
Arrumação inicial do Plakoto

Plakoto é uma variante do gamão, jogada especialmente na Grécia; a versão búlgara é chamada de Tapa, enquanto em Chipre recebe o nome de Tsilido.

## Jogo
A principal diferença com o gamão ocorre na arrumação das peças: todas as 15 peças de cada jogador são colocadas na casa 1 do campo-casa adversário.
Outra diferença é a captura das peças: quando uma peça é capturada, o adversário coloca a sua sobre a do adversário, que não pode movê-la a menos que a peça inimiga seja retirada. Com isto, não há a sua retirada do jogo, como no gamão, nem a necessidade de retornar a partir do campo-casa adversário.